# Gnadensee
Der Gnadensee ist ein Teil des Untersee genannten westlichen Teils des Bodensees. Er liegt zwischen Allensbach im Norden und der Insel Reichenau im Süden; im Westen reicht er bis zur Halbinsel Mettnau (Radolfzell) und am östlichen Ende grenzt er an das Naturschutzgebiet Wollmatinger Ried und an den Reichenaudamm mit seiner weithin sichtbaren Pappelallee. Der äußerste kleine Teil im Nordwesten heißt Markelfinger Winkel. Zusammen mit diesem weist er eine Fläche von 13 Quadratkilometern auf. Der Seeteil erreicht eine maximale Tiefe von 19 m.

## Namendeutungen
Der Name des Gnadensees stammt vermutlich aus der Zeit, als die Gerichtsbarkeit auf der Insel Reichenau angesiedelt war. Wurde ein Angeklagter zum Tode verurteilt, so konnte die Vollstreckung des Urteils nicht auf der Insel, sondern nur auf dem Festland ausgeführt werden, da die ganze Insel heiliger Boden war.
Deshalb wurde der Verurteilte mit einem Boot zum Festland in Richtung des heutigen Allensbach gebracht, damit das Urteil dort vollstreckt werden konnte. Wenn nun der Abt den Verurteilten doch noch begnadigen wollte, so ließ er eine Glocke läuten, bevor der Verurteilte am anderen Ufer ankam. Damit wurde dem Henker am Festland signalisiert, dass der Verurteilte Gnade erfahren hatte.
Diese Deutung ist als Legende anzusehen. Der Name Gnadensee lässt sich schlüssiger mit der gnädigen Mutter Maria, der Gnadenfrau erklären, nämlich als Ellipse des Begriffs „Gnaden[frau]see“, da das  Kloster in Mittelzell ein Marienkloster war.

## Besondere Veranstaltungen
Seit den frühen 1980er Jahren wird das „Gnadenseeschwimmen“ vom DLRG Allensbach ausgetragen. Dabei wird in der zweiten Juli-Hälfte ein Dreiecks-Kurs beginnend im Strandbad von Allensbach zur Seemitte und wieder zurück zum Strandbad geschwommen. Die zurückzulegende Strecke beträgt etwa 1.500 m. Jedes Jahr nehmen bis zu 250 Schwimmerinnen und Schwimmer teil.